# 蓋勒提特西迪薩阿德
34°18′N 1°57′E / 34.300°N 1.950°E
蓋勒提特西迪薩阿德（阿拉伯语：‎），是阿爾及利亞的城鎮，位於該國中部，由艾格瓦特省負責管轄，是蓋勒提特西迪薩阿德區的首府，面積1,040平方公里，2008年人口12,567，人口密度每平方公里12人。